# میهای واشاش
میهای واشاش (مجاری: Mihály Vasas؛ زادهٔ ۱۴ سپتامبر ۱۹۳۳) بازیکن و مربی فوتبال اهل مجارستان بود.
از باشگاه‌هایی که در آن بازی کرده‌است می‌توان به باشگاه فوتبال ام‌تی‌کی بوداپست اشاره کرد.
وی همچنین در تیم ملی فوتبال مجارستان بازی کرده‌است.